# La Unión de Isidoro Montes de Oca
La Unión de Isidoro Montes de Oca är en kommun i Mexiko.   Den ligger i delstaten Guerrero, i den södra delen av landet, 300 km sydväst om huvudstaden Mexico City. Antalet invånare är 25 712. Arean är 1 142 kvadratkilometer.
Terrängen i La Unión de Isidoro Montes de Oca är varierad.
Följande samhällen finns i La Unión de Isidoro Montes de Oca:
- La Unión
- Surcua
- Los Llanos de Temalhuacán
- Tamacuas
- Troncones
- Junta de los Ríos
- El Huaricho
- El Chico
- El Huicumo
- Chutla de Nava
- Las Tinajas
- La Majahua
- La Saladita
- Colonia Santa Fe
- El Entronque de la Unión
- San José Casas Viejas
- La Compuerta
- Los Cajones
- La Paz